# Ознобишин, Нил Николаевич
Нил Никола́евич Озноби́шин (1892 — 1942) — русский артист цирка, литератор, один из предшественников или даже создателей самбо.

## Биография
Потомственный дворянин. Происходил из состоятельной семьи коммерсантов. Получил домашнее образование, владел пятью иностранными языками. Несмотря на дворянское происхождение, стал работать в цирке. Был велофигуристом в труппе иностранных артистов Бостонс. С гастролями объездил много стран, изучил несколько иностранных языков. Являясь большим любителем бокса, посещал знаменитые боксерские матчи своего времени.
В 1915 году принял участие в первом чемпионате Москвы по боксу. В 1918—1926 годах тренировал бойцов Красной Армии.
Литературной работой занимался с середины 1920-х годов, писал преимущественно по вопросам циркового и иллюзионного искусства, а также по технике рукопашного боя.
В области фокусов наиболее значительной работой Н. Н. Ознобишина стала книга «Иллюзионы», опубликованная в 1929 году. Издание изобиловало массой ошибок и неточностей, тем не менее это была одна из первых в Советском Союзе книг по иллюзионному искусству, фактически остававшаяся единственным изданием такого рода вплоть до второй половины 1950-х годов, когда в СССР вышли в свет книги Э. Т. Кио и А. А. Вадимова.
В 1930 году издательство НКВД РСФСР опубликовало книгу Н. Н. Ознобишина «Искусство рукопашного боя». Однако вскоре это пособие попало в разряд запрещённых. Книга была изъята из магазинов и библиотек. Уже в наше время книга несколько раз переиздавалась.
В 1941 году в результате ложного обвинения Н. Н. Ознобишин был арестован и сослан на пять лет в Казахстан. О дальнейшей его судьбе сведений нет.

## Система боя по Ознобишину
Система Ознобишина основана на делении возможной «дистанции боевого соприкосновения» противников на шесть частей.
- дистанция револьверного выстрела или удара тростью;
- дистанция удара ногой;
- дистанция удара кулаком;
- дистанция боя вплотную в стойке без обхвата;
- дистанция боя вплотную в стойке с обхватом, приёмы борьбы;
- бой лёжа на земле.

В соответствии с выделенными дистанциями книга содержит главы, посвящённые технике и тактике боя на каждой из них (кроме трости).
На момент их разработки, идеи Ознобишина были революционными для своего времени. Впоследствии, идея разбивки зоны поединка на дистанции доказала свою жизнеспособность, многие другие выдающиеся мастера боевых искусств и разработчики методик рукопашного боя также выделяли несколько боевых дистанций (например, Брюс Ли в разработанном им джиткундо; семья Грейси  — зелёную внешнюю, красную и зелёную внутреннюю зоны уличного джиу-джитсу; А. С. Фёдоров в комплексе приёмов самбо по задержанию злоумышленников для сотрудников милиции).
Другой немаловажной наработкой Ознобишина было исследование особенностей психодинамики уличной схватки, отличной от психодинамики спортивного поединка, несостоятельность имеющихся методичек в плане подготовки спортсменов правильно реагировать в непривычной для них обстановке (психологическая завязка схватки — без гонга, команд рефери или арбитра, схождения соперников к центру ринга или ковра и проч.) и несоблюдение бандитами каких-либо правил, применение разного рода уловок, «грязных» приёмов и т. п.
Ознобишин разработал комплекс «специальной милицейской стрельбы» из револьвера, которая «отличается от обычных систем стрельбы главным образом тем, что производится с очень короткой дистанции по движущимся на стрелка или убегающим от него нескольким мишеням». Этот комплекс включал «упражнения в стрельбе инстинктивной (не целясь) по одной или нескольким мишеням»; «стрельба по исчезающим и подвижным мишеням»; а также «тактические упражнения».

## Сочинения

### Книги
- Иллюзионы: (Фокусники и чародеи) / Н. Ознобишин. — [Москва] : Теакинопечать, 1929 («Интернациональная» 39-я тип. «Мосполиграф»). — 78, [2] с. : ил., портр., черт.;
- Велосипедные аттракционы / Бостонс (Н. Ознобишин) ; Обложка: М. Гетманский. — Москва ; Ленинград : Киноизд-во РСФСР Кинопечать, 1927 ([М.] : тип. Госиздата «Красный пролетарий»). — 30, [2] с. : ил.;
- Физкультура кино-актера : Практическое руководство / Н. Ознобишин. — [Москва] : Теа-кино-печать, 1929 (тип. Госиздата «Красный пролетарий»). — 1 т.; 18х13 см. Вып. 1 [Текст]. — 1929. — 204 с., [4] с. объявл. : ил., черт
- Искусство рукопашного боя [Текст] : 99 рис. в тексте / Н. Н. Ознобишин. — Москва : Изд-во Нар. ком. внутр. дел РСФСР, 1930 (Л. : Гос. тип. изд-ва «Ленингр. правда»). — 226 с. : ил.;
  - Искусство рукопашного боя / Н. Н. Ознобишин. — М. : Изд.-торговый дом ГРАНД : Фаир-Пресс, 2005 (ОАО Можайский полигр. комб.). — 390, [1] с. : ил.; 21 см. — (Мастера единоборств. Из библиотеки А. А. Харлампиева) (Не подлежит оглашению).; ISBN 5-8183-0846-4 (в пер.)
  - Искусство рукопашного боя / Н. Н. Ознобишин; [сост. А. А. Харлампиев]. — Москва : Фаир-Пресс, 2007. — 390, [1] с. : ил.; 21 см. — (Мастера единоборств. Из библиотеки А. А. Харлампиева) (Не подлежит оглашению).; ISBN 978-5-8183-1097-8 (В пер.)

### Статьи
- Реквием (статья об упадке циркового искусства) // Цирк, 1926, декабрь, № 6 (17), стр. 2;
- Цирк и искусство самозащиты (первое в России упоминание борьбы Глима, статья опубликована под инициалами Н.О.) // Цирк, 1926, декабрь, № 7 (18), стр. 6-7;
- Король трюка (статья-некролог о Гарри Гудини) // Цирк, 1926, декабрь, № 7 (18), стр. 12;
- Велосипедные аттракционы. М.-Л.: Кинопечать, 1927;
- Любительский цирк Молье // Цирк, 1927, январь, № 8 (19);
- Велосипед на манеже цирка // Цирк, 1927, январь, № 9 (20), стр. 2;
- Эволюция маски клоуна и его искусства // Цирк и эстрада, 1927, май, № 13 (24), стр. 5-6;
- Человек-змея // Цирк и эстрада, 1927, ноябрь, № 20 (31), стр. 8-9;
- Бог, Кефало и пророки // Цирк и эстрада, 1928, январь, № 1 (33), стр. 9;
- Иллюзионисты Великой французской революции // Цирк и эстрада, 1928, февраль, № 2 (34), стр. 3;
- О шпагоглотателях // Цирк и эстрада, 1928, июль, № 11 (43), стр. 7;
- Иллюзионы. М.: Теа-Кино-Печать, 1929, 80 стр.;
- Физкультура киноактера. М.: Теа-Кино-Печать, 1929;
- Искусство рукопашного боя. М.: Издательство НКВД РСФСР, 1930; М.: Гранд-Фаир, 1998 и 2005; Ростов: изд. «Феникс», 2005;
- Перевод книги Фрэнка Бостока «Дрессировка хищных зверей» // Советский цирк, 1960, № 9, 10.

## Цитаты
- «Лучшее средство самозащиты — бежать без оглядки».